# Озерецкий сельсовет (Толочинский район)
Озерецкий сельсовет — упразднённая административная единица на территории Толочинского района Витебской области Белоруссии.
Упразднён решением Витебского облсовета № 292 от 10 октября 2013 года «Об изменении административно-территориального устройства некоторых районов Витебской области». Территория сельсовета, а также входившие в его состав населённые пункты, включены в Толочинский сельсовет.

## Состав
Озерецкий сельсовет включал 21 населённый пункт:
- Букарево 1 — деревня.
- Букарево 2 — деревня.
- Видерщина — посёлок.
- Воскресенская — деревня.
- Голынка — деревня.
- Дроздово — деревня.
- Зеленые Дубы — деревня.
- Журавли — деревня.
- Заболотье — деревня.
- Заболотье — посёлок.
- Заднево — агрогородок.
- Лунная — деревня.
- Михайловщина — деревня.
- Озерцы — агрогородок.
- Пиамонт — деревня.
- Поречье — деревня.
- Прудец — деревня.
- Рыжичи — деревня.
- Свидерщина — деревня.
- Скавышки — деревня.
- Уголевщина — деревня.